# Dajjal
Masih ad-Dajjal (Arabisch: المسيح الدّجّال) is in de islamitische eschatologie een valse verlosser, vergelijkbaar met een valse messias in het jodendom of de antichrist in het christendom. Volgens de leer zal hij verschijnen in de eindtijd en zal hij als eerst beweren dat hij een profeet is en daarna zal hij beweren dat hij God zelf is.

## Eschatologie
Al masih ad dajjal zal als eerste verschijnen in de toekomst in het Oosten, ergens tussen Syrië en Irak, vervolgens zal hij de wereld zeer snel afreizen en zijn valse leer prediken. Volgens de profeet Mohammed zal zijn rechteroog net als een uitpuilende druif zijn en zal hij daarmee niet kunnen zien, terwijl zijn linkeroog wel zal functioneren. Daarnaast zal hij ook het woord "kafir"  op zijn voorhoofd dragen, dit zullen alle gelovigen kunnen aflezen.
Dajjal zal met de wil van God een grote macht en magie bezitten, door middel van djinns en de Shaitan, om op die manier zijn ongeloof te verspreiden. Later zal hij niet alleen beweren dat hij een profeet is, maar ook dat hij God is.
De tijden waarin hij zal komen worden gezien als moeilijk en erg zwaar voor de gelovigen voor wie dit een beproeving zal zijn. Vervolgens zal de profeet Isa (Jezus) terugkomen op aarde voor zijn tweede komst en zal hij de Dajjal verslaan en tot een einde brengen en het kruis breken. In de islam wordt Dajjal gezien als een van de grootste "beproevingen" voor de mensheid en voor hun geloof in God.
Hiermee zal de eindtijd aanbreken, als een van de laatste grote beproevingen voor de mensheid.